# Liste der Kulturgüter von nationaler Bedeutung im Kanton Solothurn
Diese Liste enthält alle national bedeutenden Kulturgüter (A-Objekte, geregelt in KGSV) im Kanton Solothurn, die in der Ausgabe 2009 (Stand: 1. Januar 2018) des Schweizerischen Inventars der Kulturgüter von nationaler und regionaler Bedeutung vermerkt sind. Sie ist nach politischen Gemeinden sortiert; enthalten sind 35 Einzelbauten, neun Sammlungen und 17 archäologische Fundstellen.

## Abkürzungen
- A: Archäologie
- Arch: Archiv
- B: Bibliothek
- E: Einzelobjekt
- M: Museum
- O: Mehrteiliges Objekt

## Inventar nach Gemeinde

### Aeschi
| KGS-Nr. | Foto | Objektbezeichnung                             | Typ | Adresse | Koordinaten     |
| ------- | ---- | --------------------------------------------- | --- | ------- | --------------- |
| 04486   |      | Burgäschisee (prähistorische Seeufersiedlung) | A   |         | 617700 / 224250 |

### Balm bei Günsberg
| KGS-Nr. | Foto | Objektbezeichnung | Typ | Adresse     | Koordinaten     |
| ------- | ---- | ----------------- | --- | ----------- | --------------- |
| 04492   |      | Ruine Balm        | A O | Burgstrasse | 608821 / 233850 |

### Balsthal
| KGS-Nr. | Foto | Objektbezeichnung     | Typ | Adresse | Koordinaten     |
| ------- | ---- | --------------------- | --- | ------- | --------------- |
| 04497   |      | Ruine Neu-Falkenstein | A O |         | 620541 / 241371 |

### Beinwil
| KGS-Nr. | Foto | Objektbezeichnung              | Typ | Adresse     | Koordinaten     |
| ------- | ---- | ------------------------------ | --- | ----------- | --------------- |
| 04506   |      | Ehemaliges Benediktinerkloster | O   | Kloster 116 | 611216 / 245708 |

### Bolken
| KGS-Nr. | Foto | Objektbezeichnung                                                                              | Typ | Adresse | Koordinaten     |
| ------- | ---- | ---------------------------------------------------------------------------------------------- | --- | ------- | --------------- |
| 09666   |      | Inkwilersee, paläolithische Freilandstation / neolithische und bronzezeitliche Seeufersiedlung | A   |         | 616950 / 227499 |

### Dornach
| KGS-Nr. | Foto | Objektbezeichnung          | Typ | Adresse     | Koordinaten     |
| ------- | ---- | -------------------------- | --- | ----------- | --------------- |
| 04526   |      | Ruine Dorneck              | A O | Schlossweg  | 614281 / 258820 |
| 04527   |      | Goetheanum mit Nebenbauten | O   | Hügelweg 45 | 613696 / 259492 |
| 10167   |      | Haus de Jaager             | E   | Rüttiweg 20 | 613682 / 259346 |
| 10168   |      | Haus Duldeck               | E   | Rüttiweg 15 | 613573 / 259462 |

### Eppenberg-Wöschnau
| KGS-Nr. | Foto | Objektbezeichnung                        | Typ | Adresse | Koordinaten     |
| ------- | ---- | ---------------------------------------- | --- | ------- | --------------- |
| 04536   |      | Buechholz (eisenzeitliche Höhensiedlung) | A   |         | 644300 / 247900 |

### Feldbrunnen-St. Niklaus
| KGS-Nr. | Foto | Objektbezeichnung | Typ | Adresse     | Koordinaten     |
| ------- | ---- | ----------------- | --- | ----------- | --------------- |
| 04539   |      | Schloss Waldegg   | O   | Waldegg 1–4 | 608316 / 230278 |

### Flumenthal
| KGS-Nr. | Foto | Objektbezeichnung              | Typ | Adresse       | Koordinaten     |
| ------- | ---- | ------------------------------ | --- | ------------- | --------------- |
| 10170   |      | Pfarrkirche St. Peter und Paul | E   | Kirchgasse 31 | 612074 / 231672 |

### Himmelried
| KGS-Nr. | Foto | Objektbezeichnung                      | Typ | Adresse                         | Koordinaten     |
| ------- | ---- | -------------------------------------- | --- | ------------------------------- | --------------- |
| 04563   |      | Kastelhöhle (paläolithische Wohnhöhle) | A   | Schindelboden im Kaltbrunnental | 609851 / 253000 |

### Holderbank
| KGS-Nr. | Foto | Objektbezeichnung  | Typ | Adresse     | Koordinaten     |
| ------- | ---- | ------------------ | --- | ----------- | --------------- |
| 04569   |      | Ruine Alt-Bechburg | A O | Oberschloss | 625171 / 242450 |

### Metzerlen-Mariastein
| KGS-Nr. | Foto | Objektbezeichnung                              | Typ | Adresse                      | Koordinaten     |
| ------- | ---- | ---------------------------------------------- | --- | ---------------------------- | --------------- |
| 04603   |      | Benediktinerkloster Mariastein                 | O   | Mariastein, Klosterplatz 1–4 | 604022 / 258397 |
| 09307   |      | Bibliothek des Benediktinerklosters Mariastein | B   | Mariastein, Klosterplatz 1   | 604063 / 258378 |

### Niedergösgen
| KGS-Nr. | Foto | Objektbezeichnung                                                             | Typ | Adresse              | Koordinaten     |
| ------- | ---- | ----------------------------------------------------------------------------- | --- | -------------------- | --------------- |
| 10463   |      | Kirche und Turm (ehemaliger Wehrturm der Burg Gösgen mit Kirche St. Antonius) | E   | Schlossrainstrasse 9 | 641772 / 247033 |

### Oberdorf
| KGS-Nr. | Foto | Objektbezeichnung           | Typ | Adresse       | Koordinaten     |
| ------- | ---- | --------------------------- | --- | ------------- | --------------- |
| 04628   |      | Pfarr- und Wallfahrtskirche | O   | Kirchgasse 11 | 604871 / 230938 |

### Oensingen
| KGS-Nr. | Foto | Objektbezeichnung                                                            | Typ | Adresse        | Koordinaten     |
| ------- | ---- | ---------------------------------------------------------------------------- | --- | -------------- | --------------- |
| 04637   |      | Neu-Bechburg                                                                 | A O | Schlossstrasse | 621131 / 238370 |
| 09667   |      | Lehnflue (prähistorische und römische Höhensiedlung / mittelalterliche Burg) | A   |                | 619833 / 237548 |

### Olten
| KGS-Nr. | Foto | Objektbezeichnung                                                    | Typ | Adresse           | Koordinaten     |
| ------- | ---- | -------------------------------------------------------------------- | --- | ----------------- | --------------- |
| 04639   |      | Altstadt (römischer Vicus / mittelalterliche und neuzeitliche Stadt) | A   |                   | 635141 / 244440 |
| 04640   |      | Dickenbännli (prähistorische und römische Höhensiedlung)             | A   |                   | 634626 / 245070 |
| 04641   |      | Gedeckte Holzbrücke über die Aare                                    | E   | Hauptgasse        | 635250 / 244400 |
| 04642   |      | Bahnhofshalle und Aufnahmegebäude                                    | O   | Bahnhofstrasse 22 | 635437 / 244679 |
| 08581   |      | Naturmuseum                                                          | M   | Kirchgasse 10     | 634968 / 244447 |

### Rüttenen
| KGS-Nr. | Foto | Objektbezeichnung                             | Typ | Adresse       | Koordinaten     |
| ------- | ---- | --------------------------------------------- | --- | ------------- | --------------- |
| 04664   |      | Einsiedelei Sankt Verena und Wallfahrtsstätte | O   | Einsiedelei 4 | 607244 / 230387 |

### Schönenwerd
| KGS-Nr. | Foto | Objektbezeichnung                           | Typ | Adresse              | Koordinaten     |
| ------- | ---- | ------------------------------------------- | --- | -------------------- | --------------- |
| 04669   |      | Christkatholische Stiftskirche St. Leodegar | E   | Schmiedengasse 29–31 | 642723 / 246930 |
| 09288   |      | Bally-Areal                                 | O   | Parkweg              | 642000 / 246000 |
| 09891   |      | Kornspeicher im Ballypark                   | E   | Parkstrasse          | 642189 / 246391 |

### Seewen
| KGS-Nr. | Foto | Objektbezeichnung         | Typ | Adresse     | Koordinaten     |
| ------- | ---- | ------------------------- | --- | ----------- | --------------- |
| 08574   |      | Museum für Musikautomaten | M   | Bollhübel 1 | 616807 / 254402 |

### Selzach
| KGS-Nr. | Foto | Objektbezeichnung                      | Typ | Adresse | Koordinaten     |
| ------- | ---- | -------------------------------------- | --- | ------- | --------------- |
| 09668   |      | Altreu (mittelalterliche Stadtwüstung) | A   |         | 600941 / 226600 |

### Solothurn
| KGS-Nr. | Foto | Objektbezeichnung                                                             | Typ    | Adresse                      | Koordinaten     |
| ------- | ---- | ----------------------------------------------------------------------------- | ------ | ---------------------------- | --------------- |
| 04680   |      | Altstadt/Salodurum, römischer Vicus / mittelalterliche und neuzeitliche Stadt | A      |                              | 607451 / 228550 |
| 04682   |      | Frauenkloster Visitation                                                      | O      | Grenchenstrasse 25–27        | 606894 / 229081 |
| 04683   |      | Haller-Haus (Bischöfliches Palais)                                            | E      | Baselstrasse 61              | 608109 / 229141 |
| 04684   |      | Jesuitenkirche mit Kollegium                                                  | O      | Hauptgasse 60                | 607524 / 228546 |
| 04685   |      | Altes Zeughaus (Gebäude)                                                      | E      | Riedholzplatz 1              | 607631 / 228488 |
| 04686   |      | Kunstmuseum (Gebäude)                                                         | E      | Werkhofstrasse 30            | 607489 / 228830 |
| 04687   |      | Rathaus                                                                       | E      | Barfüssergasse 24            | 607487 / 228629 |
| 04689   |      | Ehemaliges Schloss Blumenstein                                                | E      | Blumensteinweg 12            | 607424 / 229502 |
| 04690   |      | Schloss Steinbrugg (Bischöfliches Palais)                                     | O      | Baselstrasse 58              | 608178 / 229037 |
| 04691   |      | Sommerhaus Vigier                                                             | E      | Untere Steingrubenstrasse 21 | 607229 / 229057 |
| 04692   |      | St. Ursenkathedrale                                                           | E      | Hauptgasse 66                | 607640 / 228602 |
| 04693   |      | Zeitglockenturm                                                               | E      | Hauptgasse 44                | 607446 / 228521 |
| 04726   |      | Mauritiusbrunnen                                                              | E      | Zeughausplatz                | 607597 / 228622 |
| 04734   |      | Reformierte Kirche                                                            | E      | Westringstrasse              | 607294 / 228716 |
| 08549   |      | Kunstmuseum (Sammlung)                                                        | M      | Werkhofstrasse 30            | 607489 / 228830 |
| 08592   |      | Naturmuseum                                                                   | M      | Klosterplatz 2               | 607631 / 228488 |
| 08619   |      | Altes Zeughaus (Museum)                                                       | M      | Riedholzplatz 1              | 607631 / 228488 |
| 08794   |      | Staatsarchiv                                                                  | Arch   | Bielstrasse 41               | 606829 / 228791 |
| 09345   |      | Zentralbibliothek                                                             | Arch B | Bielstrasse 39               | 606887 / 228769 |
| 10174   |      | Stadtbefestigung/Schanzen                                                     | O      |                              | 607501 / 228460 |

### Subingen
| KGS-Nr. | Foto | Objektbezeichnung                                 | Typ | Adresse | Koordinaten     |
| ------- | ---- | ------------------------------------------------- | --- | ------- | --------------- |
| 04748   |      | Erdbeereinschlag (eisenzeitliche Grabhügelgruppe) | A   |         | 615281 / 227800 |

### Trimbach
| KGS-Nr. | Foto | Objektbezeichnung | Typ | Adresse | Koordinaten     |
| ------- | ---- | ----------------- | --- | ------- | --------------- |
| 04750   |      | Ruine Frohburg    | A E |         | 634081 / 247680 |

### Winznau
| KGS-Nr. | Foto | Objektbezeichnung                  | Typ | Adresse | Koordinaten     |
| ------- | ---- | ---------------------------------- | --- | ------- | --------------- |
| 04755   |      | Käsloch (paläolithische Wohnhöhle) | A   |         | 636801 / 246200 |